# FK Topličanin Prokuplje
Fudbalski Klub Topličanin Prokuplje (serb.: Фудбалски Клуб Топличанин Прокупље) – serbski klub piłkarski z siedzibą w Prokuplje (w okręgu toplickim). Został utworzony w 1919 roku. Obecnie występuje w Srpskiej lidze (3. poziom serbskich rozgrywek piłkarskich), w grupie Istok.   

## Stadion
Klub rozgrywa swoje mecze domowe na stadionie Stadion Gradski w Prokuplje, który może pomieścić 4.000 widzów.

## Sezony
| Sezon                          | Liga                             | Poziom | Miejsce |
| Federalna Republika Jugosławii |                                  |        |         |
| 1999/00                        | Zonska liga (Niska zona)         | IV     | 1       |
| 2000/01                        | Srpska liga (Grupa Niš)          | III    | ?       |
| 2001/02                        | Srpska liga (Grupa Niš)          | III    | 5       |
| 2002/03                        | Srpska liga (Grupa Niš)          | III    | 12      |
| Serbia i Czarnogóra            |                                  |        |         |
| 2003/04                        | Zonska liga (Juznomoravska zona) | IV     | 7       |
| 2004/05                        | Zonska liga (Juznomoravska zona) | IV     | 2       |
| 2005/06                        | Zonska liga (Juznomoravska zona) | IV     | 1       |
| Serbia                         |                                  |        |         |
| 2006/07                        | Srpska liga (Grupa Istok)        | III    | 15      |
| 2007/08                        | Zonska liga (Niska zona)         | IV     | 1       |
| 2008/09                        | Srpska liga (Grupa Istok)        | III    | 15      |
| 2009/10                        | Zonska liga (Niska zona)         | IV     | 12      |
| 2010/11                        | Toplička okružna liga            | V      | 2       |
| 2011/12                        | Toplička okružna liga            | V      | 2       |
| 2012/13                        | Toplička okružna liga            | V      | 1       |
| 2013/14                        | Zonska liga (Niska zona)         | IV     | 16      |
| 2014/15                        | Toplička okružna liga            | V      | 1       |
| 2015/16                        | Toplička okružna liga            | V      | 1       |
| 2016/17                        | Zonska liga (Grupa Zapad)        | IV     | 2       |
| 2017/18                        | Zonska liga (Grupa Zapad)        | IV     | 2       |
| 2018/19                        | Zonska liga (Grupa Zapad)        | IV     | 1       |
| 2019/20                        | Srpska liga (Grupa Istok)        | III    | 4 *     |
| 2020/21                        | Srpska liga (Grupa Istok)        | III    | ?       |

 * Z powodu sytuacji epidemicznej związanej z koronawirusem COVID-19 rozgrywki sezonu 2019/2020 zostały zakończone po rozegraniu 17 kolejek.

## Sukcesy
- 15. miejsce Drugiej ligi SFR Јugoslavije – Grupa Istok (1x): 1973.
- 16. miejsce Drugiej ligi SR Јugoslavije (1x): 1994.
- mistrzostwo Srpskiej ligi – Grupa Istok (III liga) (1x): 1993 (awans do Drugiej ligi SR Јugoslavije).
- mistrzostwo Zonskiej ligi (IV liga) (4x): 2000, 2006, 2008 i 2019 (awanse do Srpskiej ligi).
- mistrzostwo Okružnj ligi – Grupa Toplička (V liga) (2x): 2013 i 2016 (awanse do Zonskiej ligi).
- mistrzostwo Okružnj ligi – Grupa Toplička (V liga) (1x): 2015 (brak awansu do Zonskiej ligi).
- wicemistrzostwo Zonskiej ligi (IV liga) (3x): 2005, 2017 i 2018.
- wicemistrzostwo Okružnj ligi – Grupa Toplička (V liga) (2x): 2011 i 2012.